# Свободный репортер
«Свобо́дный репортё́р» (укр. Ві́льний репорте́р) — Луганський обласний суспільно-політичний тижневик, який заснований у лютому 2007 року. Розповсюджується по всій території Луганської області.
«Свобо́дный репортё́р» або (укр. Свободний Репортер) — суспільно політичний щотижневик міста Луганська та Луганської області.
Газета «Свободний Репортер» – зародилася 14 лютого 2007 - вийшов перший номер - який складався з 16 сторінок (три кольори на першій та останній шпальті, а взагалі газета була чорно-білою) + обов'язкова телепрограма.
Спочатку редакція знаходилась у місті Лутугіно, а у Луганську був тільки кореспондентський пункт. Зараз газета повністю працює у Луганську, хоча і зберігає Лутугінську прописку.
Першим редактором - Віталій Сумкін, але не довго, усього декілька місяців бо багато пив.
Другим редактором - пан Юрій Кравчук  [Архівовано 24 вересня 2008 у Wayback Machine.],але незабаром пішов у проєкт [газета Время Луганск] по запрошенню Олексія Блюмінова на посаду комерційного директора.
Третім редактором - Жиленко Ганна Володимировна .
Четвертим редактором - Олексій Леонідович Блюмінов  - працював з літа 2008 по січень 2010р.
П'ятим редактором знову стала Жиленко Ганна Володимировна .
Зараз газета має:
- 20 або 24 сторінки, в залежності від кількості рекламних замовлень.
- перша, остання та дві внутрішні шпальти - кольорові, решта чорно-білі.
- перше місце по розміщенню комерційної реклами (за рахунок гнучних знижок на рекламу) серед обласних суспільно політичних видань у Луганській області.
- найбільшу опозиційність серед ЗМІ луганщини (висновки незалежних експертів) - за свою критику міської та обласної влади.
- трете місце  "неформальне" - за впливом на громадську думку.
- виходить щосереди.
- Реєстраційне свідоцтво ЛГ № 921-42/Р від 27 січня 2007 року.

У штаті газети працюють:
- журналіст Тетяна Сергіївна Руднєва
- редактор інтернет версії видання Олександр Миколайович Биков
- комп'ютерна верстка Олег Михайлович Бублик
- юридичний супровід Кристина Іванівна Очкур
- заступник редактора Сергій Миколайович Старокожко
- юридичний супровід Андрій Борисович Репей  [Архівовано 24 вересня 2008 у Wayback Machine.]

Позаштатні автори:
- Олег Павлович Перетяка - правозахистник, переважно у медичній сфері
- Валерій Михайлович Жаровний - футбольний та судовий  репортер
- Сергі Ілліч Морозов - автор статей з комунальних питань
- Анатолій Миколайович Шамрін - комісар правозахисту
- Віктор Бакуменко - правозахисник
- Сергій Сорокін - автор